# Jewsiewicze (rejon lidzki)
Jewsiewicze (biał. Яўсеевічы, Jausiejewiczy; ros. Евсеевичи, Jewsiejewiczi) – wieś na Białorusi, w obwodzie grodzieńskim, w rejonie lidzkim, w sielsowiecie Dzitwa, pomiędzy Dzitwą i Krupką.
Wieś leży przy rezerwacie hydrologicznym Berezyna.

## Historia
W XIX i w początkach XX w. położone były w Rosji, w guberni wileńskiej, w powiecie lidzkim, w gminie Lida.
W dwudziestoleciu międzywojennym leżały w Polsce, w województwie nowogródzkim, w powiecie lidzkim, w gminie Lida. W 1921 miejscowość liczyła 291 mieszkańców, zamieszkałych w 52 budynkach, wyłącznie Polaków wyznania rzymskokatolickiego.
Po II wojnie światowej w granicach Związku Sowieckiego. Od 1991 w niepodległej Białorusi.